# Panicum incumbens
Panicum incumbens är en gräsart som beskrevs av Jason Richard Swallen. Panicum incumbens ingår i släktet vipphirser, och familjen gräs. Inga underarter finns listade i Catalogue of Life.